# Salinarimonas
Salinarimonas (лат.) — род бактерий из семейства Bradyrhizobiaceae

## Описание
Грамотрицательные, факультативно анаэробные палочковидные подвижные бактерии. Основным компонентом в дыхательной цепи является кофермент Q10. Образует розовые пигментированные колонии. Содержание суммы нуклеотидов гуанина и цитозина в ДНК составляат 67,68-71,8 %. Выделены из засолённых почв загрязнённых нефтью в провинциях Шаньдун и Юньнань (Китай).

## Классификация
На декабрь 2017 года в род включают 2 вида:
- Salinarimonas ramus Cai et al. 2011
- Salinarimonas rosea Liu et al. 2010typus